# El Adelanto
El Adelanto è un comune del Guatemala facente parte del dipartimento di Jutiapa.
Il comune venne invece istituito il 23 agosto 1882 con parte del territorio del comune di Zapotitlán.